# Trachemys callirostris chichiriviche
Trachemys callirostris chichiriviche – podgatunek Trachemys callirostris – gatunku żółwia z rodziny żółwi błotnych (Emydidae), wcześniej uważany za podgatunek żółwia ozdobnego (Trachemys scripta) lub podgatunek Trachemys venusta.
Występowanie: Północna Wenezuela (stany Carabobo, Falcón i Yaracuy). Miejsce typowe to jezioro Tacarigua.
Wielkość: Samice osiągają maksymalnie 33 cm, a samce 24,5 cm długości karapaksu.